# Episodi di Piccoli problemi di cuore
Lista degli episodi di Piccoli problemi di cuore (Marmalade Boy), anime tratto dall'omonimo manga di Wataru Yoshizumi, trasmesso in Giappone su ABC e TV Asahi dal 13 marzo 1994 al 3 settembre 1995. In Italia è stato trasmesso prima su Canale 5 e successivamente su Italia 1 dal 27 gennaio al 10 aprile 1997 all'interno del contenitore pomeridiano Bim Bum Bam; molti degli episodi sono stati rimaneggiati dagli adattatori italiani, che hanno tagliato del tutto varie parti (comprese le puntate finali) ed inglobato spezzoni di episodio a quelli precedenti o successivi per rispettare la durata di 19 minuti circa.
La sigla originale di apertura, Egao ni aitai (笑顔に会いたい?), è interpretata da Rie Hamada, mentre quelle di chiusura, Suteki na serenade (素敵な小夜曲?) per gli ep. 1-31 da Miho Fujiwara, Kareha-iro no crescendo (枯れ葉色のクレッシェンド?) per gli ep. 32-53 da Yasuhiro Mizushima e Yoake no etude (夜明けのエチュード?) per gli ep. 54-76 da Yōko Ichikawa. La sigla italiana, invece, è cantata da Cristina D'Avena.

## Lista episodi

### Edizione giapponese
| Nº | Titolo italiano Giapponese 「Kanji」 - Rōmaji - Traduzione letterale | In onda           | In onda             |
| Nº | Titolo italiano Giapponese 「Kanji」 - Rōmaji - Traduzione letterale | Giapponese        | Italiano            |
| 1  | Caro diario mi presento! 「恋がしたい 『カッコイイけど許せない！』」 - Koi ga shitai «Kakkoī kedo yurusenai!» – "Voglio innamorarmi «Anche se è bello non lo sopporto!»" | 13 marzo 1994     | 27 gennaio 1997     |
| 1  | Miki Koishikawa riceve il più grande shock della sua vita, quando i suoi genitori le dicono che divorzieranno e si scambieranno i partner con altri due signori incontrati alle Hawaii. Miki vuole impedire tutto ciò, ma cambia idea quando incontra Yū Matsuura (Yuri, in Italia), il figlio dell'altra coppia. Dopo che Miki approva a malincuore l'idea della separazione, le due famiglie decidono di trasferirsi in una casa più grande in cui vivere tutti assieme; inoltre Yū comincia a frequentare la stessa scuola di Miki, che non accetta di buon grado la cosa. Quando, durante la lezione di ginnastica, la ragazza riceve una pallonata in pieno viso, viene portata subito in infermeria: mentre finge di essere addormentata, Yū entra nella stanza e la bacia. |                   |                     |
| 2  | Un bacio rubato 「キス後遺症 『あいつの気持ちがワカラナイ』」 - Kisu kōishō «Aitsu no kimochi ga wakaranai» – "Conseguenze di un bacio «Non riesco a capire i suoi sentimenti»" | 20 marzo 1994     | 28 gennaio 1997     |
| 2  | Miki non sa come comportarsi con Yū, mentre lui sembra non dar alcun peso al loro bacio, sebbene inconsapevole del fatto che lei ne sia a conoscenza. Ginta Suō, amico di Miki, sembra geloso del ragazzo, tuttavia le cose tra lui e Miki sembrano ormai finite: infatti, tempo prima, aveva perso la sua fiducia facendo leggere agli amici la lettera in cui lei gli confessava i propri sentimenti; inoltre, la riteneva soltanto un'ottima compagna di tennis e niente più, accorgendosi dei suoi sentimenti solo dopo averla persa. Intanto Miki, sistemando un album, trova una foto di Yū assieme ad una ragazza e, gelosa, si chiede chi possa essere. |                   |                     |
| 3  | Pomeriggio con Yuri 「２つのキス『遊に恋人がいた！？』」 - 2-tsu no kisu «Yū ni koibito ga ita!?» – "Due baci «Yū aveva la ragazza!?»" | 27 marzo 1994     | 29 gennaio 1997     |
| 3  | Nella biblioteca della scuola, Yū incontra Satoshi Miwa (Steave, in Italia), un ragazzo un po' strano che sembra interessato a lui. La madre di Yū, Chiyako (Katia, in Italia), regala a lui e Miki due biglietti per il nuovo parco-divertimenti e i due passano l'intero pomeriggio insieme. Qui, però, il ragazzo rincontra la sua ex Arimi Suzuki, la ragazza che Miki aveva visto nella foto dell'album, che sembra ancora innamorata di lui. Yū allora spiega alla nuova "coinquilina" che sono stati insieme per tre mesi e confessa che però il suo primo bacio l'ha dato a lei in infermeria, affermando di sapere che lei era sveglia. Miki si offende quando Yū le confessa di avere un debole per lei perché pensa che la stia prendendo in giro come al suo solito. Intanto Ginta, venuto a sapere del loro appuntamento, è sempre più geloso, ma Meiko Akizuki (Meri, in Italia), migliore amica di Miki, lo rimprovera e gli dice che non ha alcun diritto di sentirsi così perché è stato lui a rifiutare la ragazza tempo prima. Mentre sono soli, Ginta bacia all'improvviso Miki, che, scioccata, scappa via. |                   |                     |
| 4  | La confessione di Ghinta 「銀太の告白 『おまえをあいつに渡さない！』」 - Ginta no kokuhaku «Omae wo aitsu ni watasanai!» – "La confessione di Ginta «Non gli permetterò di averti!»" | 3 aprile 1994     | 30 gennaio 1997     |
| 4  | Miki non sa cosa pensare del bacio datole da Ginta e così a scuola comincia ad evitarlo. Yū, intanto, si accorge che la ragazza è giù di morale e, senza chiederle il motivo, cerca di risollevarla. Ginta cerca in tutti i modi di chiarire con Miki, ma questa, all'uscita da scuola, vede Arimi e finge che lei sia venuta a prenderla, quando invece era sua intenzione aspettare Yū. Parlando un po', Arimi le spiega che è stata lei ad insistere nel chiedere al ragazzo di stare insieme e che lui l'ha lasciata sostenendo di volerle bene solo come amica. Lei però non l'ha ancora dimenticato e lancia a Miki una sfida su chi sarà a conquistarlo. Mentre ritorna a casa, Miki trova Ginta ad aspettarla, il quale dichiara di averla sempre amata e che il suo rifiuto di due anni prima era dovuto a causa degli amici. |                   |                     |
| 5  | La leggenda del medaglione 「恋人の伝説 『メダイユに想いをこめて』」 - Koibito no densetsu «Medaiyu ni omoi wo komete» – "La leggenda degli innamorati «Esprimi i sentimenti nel medaglione»" | 10 aprile 1994    | 31 gennaio 1997     |
| 5  | Ginta chiede a Miki cosa prova per Yū, ma quest'ultimo interrompe la loro discussione; i due ragazzi allora si affrontano. Miki dal canto suo non sa proprio cosa fare dal momento che non ha ancora chiari i suoi sentimenti per nessuno dei due. Meiko le consiglia di prendersi un po' di tempo per pensarci su. A scuola, come da tradizione, viene consegnata a Yū, che vi si è appena trasferito, una medaglietta in cui, secondo la leggenda, è di buon auspicio mettere una foto della persona amata; Miki allora inizia a pensare la foto di chi preferirebbe avere. Intanto il compagno di doppio di tennis di Ginta si frattura una gamba e per effettuare ugualmente l'incontro Miki propone al professor Namura (Nik Namura, in Italia) di convocare Yū, campione della sua vecchia scuola: i due sono così costretti a diventare una squadra. Mentre si trova in biblioteca, Yū vede Meiko e il professor Namura baciarsi di nascosto. |                   |                     |
| 6  | La scommessa di William 「ラブゲーム 『銀太なんか大嫌い！』」 - Rabu gēmu «Ginta nanka daikirai!» – "Il gioco dell'amore «Ti odio proprio Ginta!»" | 17 aprile 1994    | 1º febbraio 1997    |
| 6  | Yū rassicura Meiko che manterrà il segreto di lei e del professor Namura. Il giorno dell'incontro di tennis, lui e Ginta scoprono che uno degli avversari è Tsutomu Rokutanda (William, in Italia), cugino del secondo ed eterno rivale del primo, sia sul campo che in amore, dal momento che è innamorato di Arimi. Tsutomu pare anche a conoscenza della vecchia storia tra il cugino e Miki, e lei venuta a conoscenza di ciò, comincia a odiare Ginta per avergliene parlato. La partita inizia molto male, con Ginta continuamente distratto, fino a che non interviene Miki, che sprona il ragazzo: ripresosi, lui e Yū vincono la partita, costringendo Tsutomu a tagliarsi i capelli per aver perso la scommessa precedentemente fatta. Arimi, venuta anche lei a vedere la partita, dichiara il suo interesse a Ginta, suscitando lo stupore di Miki e gli altri. |                   |                     |
| 7  | Tutti in gita! 「恋の北海道 『どうなってるの？あの二人！』」 - Koi no Hokkaidō «Dōnatteru no? Ano futari!» – "Hokkaidō d'amore «Cosa sta succedendo? Quei due!»" | 24 aprile 1994    | 3 febbraio 1997     |
| 7  | I ragazzi partono per una gita scolastica di tre giorni. Miki si allontana dal gruppo e si perde. Dopo aver incontrato Yū e Ginta, i tre scoprono che nello stesso luogo è in gita anche la classe di Arimi. Questa cerca in tutti i modi di far ingelosire Miki, coprendo di attenzioni Ginta, la quale non la prende bene e le fa una scenata. Arimi e Ginta si mettono d'accordo per far ingelosire i loro veri amori: lo stratagemma funziona con Miki, ma sembra non toccare minimamente Yū. |                   |                     |
| 8  | 「大人の香り『やきもちなんてやいてない！』」 - Otona no kaori «Yakimochi nante yaitenai!» – "Fragranza da adulto «Non sono affatto gelosa!»" | 1º maggio 1994    | non trasmesso       |
| 8  | A Miki non va ancora a genio l'idea di abitare tutti e sei sotto lo stesso tetto, né di mangiare o uscire insieme; ciò ferisce i quattro genitori che decidono di fingere di volersi nuovamente separare. Uscita, incontra Arimi e nota come questa sembri già adulta dal momento che cura molto il suo aspetto, mentre lei sembra ancora una bambina. A casa, saputo di ciò che hanno intenzione di fare i genitori, li prega con tutte le sue forze di ripensarci, capendo di non odiare così tanto la situazione venutasi a creare; quando viene a conoscenza, però, che è tutta una messinscena per vedere la sua reazione, si offende molto e li perdona solo dopo aver parlato con Yū. Instaura poi un bel rapporto con Chiyako che, essendo rappresentante di un negozio di cosmetici, le procura una serie di prodotti per la cura del corpo, cosa che fa sentire Miki un po' più adulta. |                   |                     |
| 9  | Gara di saldi 「アルバイト『恋の勝負は売り上げ次第！』」 - Arubaito «Koi no shōbu wa uriageshidai!» – "Lavoro part-time «La guerra dell'amore dipende dalle vendite!»" | 8 maggio 1994     | 4 febbraio 1997     |
| 9  | Satoshi, il ragazzo misterioso che Yū aveva incontrato in biblioteca, chiede a Meiko di uscire, ma lei, innamorata del professore Namura, rifiuta. Yū, intanto, chiede a Miki di aiutarlo in negozio dal momento che è iniziato il periodo dei saldi. Anche Ginta e Arimi, usciti per fare spese, vanno al negozio, ma arriva anche Tsutomu che fa una scenata davanti a tutti, geloso del cugino. Il capo Takuji Kijima (Freddie, in Italia), per mettere fine alle loro liti, lancia una sfida: Yū, Tsutomu e Ginta si batteranno a colpi di vendite e chi venderà più capi d'abbigliamento vincerà. Tsutomu perde la gara ed è costretto a tagliarsi i capelli una seconda volta. Nel frattempo, Meiko vede Namura assieme alla collega professoressa Ryoko Momoi (Romi, in Italia) e ne resta turbata. Tornati a casa, Yū e Miki scoprono che i genitori sono in partenza per le Hawaii in vacanza e che rimarranno soli per un paio di settimane. |                   |                     |
| 10 | Un tenero week-end / Festa di compleanno con William e company 「初めての夜 『お風呂でドキッ♡』」 - Hajimete no yoru «O furo de doki♡» – "La prima notte «Sorpresa nella stanza da bagno♡»" | 15 maggio 1994    | 5-6 febbraio 1997   |
| 10 | I genitori partono e Miki e Yū, non senza imbarazzi, si dedicano alle faccende domestiche. Alla sera Miki cerca di preparare la cena e, dopo alcuni imprevisti, scopre che Yū è molto più capace di lei. I due, poi, guardano un film e lei è molto tesa per il fatto di essere sola con lui in casa. Prima di andare a letto, Miki va a farsi il bagno, ma si sente male e sviene. Yū, preoccupato, entra nella stanza e la porta in camera; al risveglio, Miki, avvolta con solo un asciugamano, pensa male e lo schiaffeggia. |                   |                     |
| 11 | Festa di compleanno con William e company 「バースディ 『遊が私を見つめてる⋯』」 - Bāsudi «Yū ga watashi wo mitsumeteru…» – "Compleanno «Yū mi sta fissando…»" | 22 maggio 1994    | 6 febbraio 1997     |
| 11 | Miki scopre che è il compleanno di Yū e decide di preparargli una bella cenetta per farsi perdonare di quanto successo la scorsa notte. Tutto viene alla perfezione e proprio mentre i due stanno per baciarsi arrivano Ginta e Arimi per fare gli auguri a Yū, seguiti a ruota da Tsutomu. Ginta diventa molto geloso quando scopre che i due sono soli in casa e alla fine rivela a Miki di non provare nulla per Arimi; la mette di fronte ad una scelta: in caso lui diventi il suo ragazzo, smetterà di frequentarla. |                   |                     |
| 12 | Una scelta difficile 「スマッシュ！ 『遊と銀太どっちも好き⋯』」 - Sumasshu! «Yū to Ginta docchi mo suki…» – "Smash! «Mi piace sia Yū che Ginta…»" | 29 maggio 1994    | 7 febbraio 1997     |
| 12 | Miki è molto stressata per il fatto di non sapere chi scegliere tra Ginta e Yū. In aggiunta a scuola riceve la nomina di capitano della squadra di tennis per partecipare ad un torneo contro la scuola di Arimi. Nel frattempo i genitori tornano dalle Hawaii e lei decide di andare a dormire dall'amica Meiko per cercare consiglio: l'amica le dice di non tergiversare per non far soffrire ulteriormente Ginta, che aspetta una risposta. Dopo aver vinto l'incontro brillantemente, Miki si ritrova di fronte alla decisione e si accorge di amare entrambi i ragazzi. |                   |                     |
| 13 | Amore ed amicizia 「恋と友情 『銀太、亜梨実さんとつきあって！』」 - Koi to yūjō «Ginta, Arimi-san to tsukiatte!» – "Amore ed amicizia «Ginta, esci con Arimi!»" | 5 giugno 1994     | 8 febbraio 1997     |
| 13 | Miki finalmente comunica a Ginta la sua decisione: lei non sa chi scegliere tra lui e Yū dal momento che ama entrambi, però non se la sente di obbligarlo a lasciare Arimi per lei. Lui ci resta molto male e capisce di essere andato troppo oltre con la messinscena attuata allo scopo di ingelosirla. Intanto Satoshi continua ad insistere nell'invitare Meiko ad uscire, e lei è molto infastidita dal fatto di essere sempre seguita da lui. Parlando con Arimi, Miki si ingelosisce e capisce di aver agito troppo impulsivamente rifiutando Ginta, suo primo amore e migliore amico e teme di averlo perso per sempre. Davanti alla porta di casa, Miki glielo comunica e Ginta tenta di baciarla, ma viene interrotto da Yū che, con una scusa, trascina Miki in casa. |                   |                     |
| 14 | Guerra in amore 「恋する資格『あなたは遊にふさわしくない！』」 - Koisuru shikaku «Anata wa Yū ni fusawashikunai!» – "Requisiti in amore «Tu non meriti Yū!»" | 12 giugno 1994    | 10 febbraio 1997    |
| 14 | Ginta confessa a Miki che il rapporto instaurato con Arimi è tutta una recita, ma nonostante questo la ragazza rimane confusa sui suoi sentimenti. Meiko e il professor Namura decidono di non vedersi più di nascosto almeno fino al diploma di lei. Arimi, invece, si scusa con Miki per quanto successo con Ginta, ma le dichiara guerra per Yū, arrivando a baciarlo davanti a tutti. Miki ci resta molto male e non sa come comportarsi, credendo che la ragazza ami Yū molto più di lei. Meiko intanto, stufa di assistere alle frequenti liti dei genitori, corre da Namura e passa la notte nel suo appartamento. |                   |                     |
| 15 | Guerra in amore / Il lungo addio 「茗子の秘密 『話してほしかった⋯』」 - Meiko no himitsu «Hanashite hoshikatta…» – "Il segreto di Meiko «Vorrei me l'avessi detto…»" | 19 giugno 1994    | 10-11 febbraio 1997 |
| 15 | Miki passa dei momenti sereni con Ginta e non pensa ai suoi problemi, si accorge però dello strano comportamento di Meiko. Quando a scuola si viene a sapere della relazione tra il professor Namura e Meiko, quest'ultima viene sospesa per un paio di giorni mentre il professore rischia il posto di lavoro. Miki rimane sconvolta dell'accaduto e va da Meiko per chiederle spiegazioni: l'amica le racconta come stanno i fatti e che non ha mai ritenuto necessario metterla al corrente della sua storia pur essendo la sua migliore amica; Miki, sentendosi ferita, scappa in lacrime. |                   |                     |
| 16 | Il lungo addio 「男の決断 『なっちゃん、辞めないで！』」 - Otoko no ketsudan «Na-chan, yamenaide!» – "La decisione di un uomo «Na-chan, non andartene!»" | 26 giugno 1994    | 11 febbraio 1997    |
| 16 | Miki è triste e cerca conforto nei genitori e in Yū; anche Meiko dal canto suo è molto dispiaciuta di farla soffrire. Namura decide di dare le dimissioni tra i pareri contrastanti di preside e colleghi, soprattutto la professoressa Ryoko, sua grande amica da sempre e segretamente innamorata di lui, soffrirà per questa decisione. Soltanto Satoshi sembra entusiasta all'idea di avere il campo libero con Meiko. |                   |                     |
| 17 | Il lungo addio / Decisioni 「茗子の別れ 『さよならなんてできない！』」 - Meiko no wakare «Sayonara nante dekinai!» – "La separazione di Meiko «Non posso dirti addio!»" | 3 luglio 1994     | 11-12 febbraio 1997 |
| 17 | Meiko resta sconvolta quando scopre del prossimo trasferimento di Namura ed è ostacolata dai genitori nel continuare la loro relazione per quel poco tempo che gli resta. Decide così di scusarsi con Miki per averla ferita con le sue parole e di raccontarle la storia del suo primo incontro con il professore, prima di andare in stazione e convincere Namura a portarla con sé ad Hiroshima. Lui però si rifiuta e le dice addio, lasciandola con Yū e Miki, che intanto sono corsi alla stazione dopo aver capito il suo piano. |                   |                     |
| 18 | Decisioni / Alex combinaguai 「恋のゆくえ 『思い通りにならないね』」 - Koi no yukue «Omoidōri ni naranai ne» – "La direzione dell'amore «Le cose non vanno mai come previsto sai»" | 10 luglio 1994    | 12-13 febbraio 1997 |
| 18 | Ginta propone di fare un picnic in campagna per risollevare Meiko a cui partecipano anche Miki, Yū e Arimi. I cinque amici passano dei momenti spensierati ma, nonostante tutto, Meiko non riesce a non pensare a Namura. Arimi cerca di stare sempre con Yū e Miki ne resta turbata ma, quando lui la salva dalla carica di un cavallo imbizzarrito, capisce di essere importante per lui. |                   |                     |
| 19 | Alex combinaguai 「入籍騒動 『非常識だなんて言わないで！』」 - Nyūseki sōdō «Hijōshikida nante iwanaide!» – "Disturbi matrimoniali «Non dirlo che è ridicolo!»" | 17 luglio 1994    | 13 febbraio 1997    |
| 19 | I genitori di Yū e Miki finalmente decidono di risposarsi ufficialmente e Miki ne è molto turbata. Alla fine infatti i suoi timori si avverano: a causa di Furutachi (Alex, in Italia), la scuola viene a sapere che abitano tutti e sei insieme. Convocati dal preside, la sincerità e l'affetto dei genitori però toglie ogni dubbio sul fatto che la loro sia una famiglia con dei sani principi e tutto si risolve per il meglio. Anche Miki si accorge così dei meravigliosi genitori che ha. |                   |                     |
| 20 | La maratona 「怪しい二人 『遊と三輪さんがカップルゥ？！』」 - Ayashī futari «Yū to Miwa-san ga kappurū?!» – "Due tipi sospetti «Yū e Miwa fanno coppia?!»" | 24 luglio 1994    | 14 febbraio 1997    |
| 20 | Yū e Miwa diventano buoni amici e a scuola inizia a girare la voce che si stiano frequentando, con estremo imbarazzo di Miki e Meiko, alla quale Miwa si era, in precedenza, dichiarato. Miki non vuole credere a questa storia, ma dopo aver udito un discorso pieno di doppi sensi, dà il via ad una sfida privata con Miwa che inizia con la maratona della scuola ed ha Yū come premio finale. Durante la gara però Miki ha un incidente e viene portata in infermeria, dove si ripete la stessa scena di tempo prima: Yū sta cercando di darle un bacio, ma arriva Miwa che li interrompe, facendo notare la sua vittoria a Miki e portando via il ragazzo con sé. |                   |                     |
| 21 | Steave non molla! 「軽井沢旅行 『やっぱり⋯⋯ 変！』」 - Karuizawa ryokō «Yappari…… hen!» – "Viaggio a Karuizawa «Come pensavo…… È strano!»" | 31 luglio 1994    | 15 febbraio 1997    |
| 21 | Miwa continua ad insistere nell'invitare Meiko, ma lei non cede e Miki pensa sia questo il motivo per cui si è avvicinato a Yū. I genitori con Yū e Miki decidono di fare un viaggio tutti insieme a Karuizawa. Tutto procede bene, ma alla sera Miki vede Yū e Miwa uscire insieme e se ne chiede il motivo; decide di seguirli, ma si perde ed incontra due ragazzi ubriachi che la importunano. Viene salvata dai genitori e al ritorno Yū le chiede di non dire a nessuno di averlo visto con Miwa. Non si spiega il mistero dal momento che questi voleva soltanto fargli vedere la sua casa nelle vicinanze, un capolavoro di architettura moderna. |                   |                     |
| 22 | Pomeriggio al cinema 「Ｗデート！『好きなのにわかりあえない』」 - Daburu dēto! «Suki na no ni wakari aenai» – "Doppio appuntamento! «Mi piaci ma non riusciamo a capirci»" | 7 agosto 1994     | 17 febbraio 1997    |
| 22 | Satoshi e Yū invitano Meiko e Miki al cinema; per lasciargli un po' di intimità, Yū trascina via Miki alla fine del film e, per farsi perdonare, fa il gentile con lei, facendole un regalo. Meiko, scoperto il piano di Satoshi se la prende molto, ma per cortesia accetta di passare il pomeriggio insieme; a fine serata lui le rivela che suo padre ha qualcosa a che fare con Yū, la bacia e se ne va senza dire altro. Meiko entra in confusione con i suoi sentimenti contrastanti: infatti ama ancora Namura e odia Satoshi, ma il suo bacio le ha fatto piacere. Il giorno dopo i due amici escono insieme, e Miki e Meiko li seguono scoprendo che si devono incontrare con il padre di Satoshi, un famoso architetto. Meiko intuisce, osservando dai libri che legge in biblioteca, che Satoshi e Yū si sono avvicinati perché il sogno di quest'ultimo è studiare architettura; Miki si accorge così di non sapere nulla delle aspirazioni del ragazzo che ama. |                   |                     |
| 23 | Dove sei, papà? 「衝撃の告白 『遊、何を言ってるの？』」 - Shōgeki no kokuhaku «Yū, nani wo itteru no?» – "Confessione d'impatto «Yū, di cosa stai parlando?»" | 14 agosto 1994    | 18 febbraio 1997    |
| 23 | Meiko invita Miki a passare con lei qualche giorno nella villa al mare di amici di famiglia. A loro due, si auto-invitano anche Yū, Ginta e Satoshi. Il gruppo si diverte e si rilassa, ma Miki evita Yū non sapendo come comportarsi, e proprio mentre stanno per chiarirsi, spunta Arimi che fin dall'inizio si attacca a lui. In vacanza con lei c'è anche Tsutomi che viene allontanato dai tre ragazzi del fan club di Arimi. Satoshi decide allora di organizzare una prova di coraggio: Ginta e Arimi si ritrovano in coppia insieme e confessano di aver perso le speranze con i relativi amori. Anche Yū e Miki sono insieme e lui finalmente le dice il motivo di tanta riservatezza: crede che il padre di Satoshi, il famoso architetto Yoshimitsu Miwa, sia anche suo padre. |                   |                     |
| 24 | Di nuovo insieme? 「出生の秘密 『遊をほっとけないの！』」 - Shussei no himitsu «Yū wo hottokenai no!» – "Il segreto della nascita «Non posso lasciare Yū da solo!»" | 21 agosto 1994    | 19 febbraio 1997    |
| 24 | Miki viene a sapere come stanno le cose da Satoshi: Yū sarebbe figlio di una relazione extraconiugale tra Yoshimitsu Miwa e la madre Chiyako. La ragazza vorrebbe risollevare Yū, ma lui è un tipo talmente riservato da non far vedere il suo stato d'animo. Intanto Satoshi non si arrende dal conquistare Meiko, ma questa le rivela che non riesce a dimenticare il professor Namura e quindi non è sicura sui suoi sentimenti. Miki scopre che Yū ha intenzione di incontrare il padre e decide di andare con lui, mancando alla partita di tennis più importante di Ginta: capisce così quale dei due ragazzi è, per lei, più importante. |                   |                     |
| 25 | Ti voglio bene 「リアルキス 『あたし、遊が好き！』」 - Riaru kisu «Atashi, Yū ga suki!» – "Un bacio vero «Io, ti amo Yū!»" | 28 agosto 1994    | 20 febbraio 1997    |
| 25 | L'architetto Miwa nega di essere il padre di Yū, dal momento che non ha mai avuto alcun tipo di rapporto con Chiyako, la madre del ragazzo. Yū rimane molto deluso e si sfoga con Miki, raccontandole come l'avesse scoperto da piccolo, ma che tuttavia si ritenne fortunato del fatto che il nuovo compagno della madre Youji lo accolse come suo vero figlio. Successivamente, sulla spiaggia, al tramonto, il ragazzo e Miki si confessano i sentimenti reciproci e si baciano. |                   |                     |
| 26 | Nubi all'orizzonte 「新たな不安 『幸せすぎて⋯ 怖い』」 - Aratana fuan «Shiawase sugite… kowai» – "Nuova ansia «Troppa felicità fa… paura»" | 4 settembre 1994  | 21 febbraio 1997    |
| 26 | Miki decide di confidare a Ginta di aver scelto Yū e lui non la prende troppo male; anche Arimi, avvertita da Yū, la prende piuttosto bene e gli fa i suoi auguri per il futuro. Miki e Yū si scambiano il tradizionale medaglione della scuola con all'interno la loro foto. La ditta di cosmetici di Chiyako ha realizzato un nuovo prodotto e Suzu Sakuma (Susy, in Italia), la testimonial, si innamora di Yū a prima vista vedendo una sua foto nell'ufficio della donna. Su sua richiesta, Chiyako propone a suo figlio di partecipare alla campagna pubblicitaria e anche Miki lo spinge, ma si pente dopo aver visto le foto della bella ragazza. |                   |                     |
| 27 | Fragile come la felicità 「恋の不安 『この幸せはいつまで続くの？』」 - Koi no fuan «Kono shiawase wa itsumade tsuzuku no?» – "Ansia d'amore «Questa felicità per quanto durerà?»" | 11 settembre 1994 | 22 febbraio 1997    |
| 27 | Ginta si rende conto di quanto Arimi sia carina e vorrebbe consolarla per il fatto di non essere ancora riuscita a dimenticare Yū; Miki si accorge del suo interessamento per lei e non ne è affatto turbata. È molto più preoccupata del fatto che Yū passerà molto tempo con Suzu per via delle riprese dello spot, ed ha paura di essere messa da parte. L'attrice infatti è davvero carina e, a quanto pare, ha una cotta per il ragazzo e non smette di corteggiarlo. |                   |                     |
| 28 | Al lavoro! 「ゆれる心 『あたしもバイトするっ！！』」 - Yureru kokoro «Atashi mo baito suru!!» – "Sentimenti incerti «Anch'io troverò un lavoro!!»" | 18 settembre 1994 | 24 febbraio 1997    |
| 28 | Miki è preoccupata all'idea che Yū si innamori di Suzu, mentre capisce che Ginta ha un debole per Arimi che ora esce con Murai (Mark, in Italia), uno dei ragazzi del suo fan club. Quando sono da soli però lei e Yū passano dei momenti divertenti e romantici ed organizzano anche un viaggio alla scoperta dell'architettura degli altri Paesi. Per questo Miki decide di trovarsi un lavoro in modo da pagare la sua parte; viene così assunta in una gelateria. Qui, in magazzino, cade da una scala e precipita addosso ad un ragazzo, che trova il suo medaglione. |                   |                     |
| 29 | Il medaglione non c'è più 「恋の邪魔者 『メダイユがみつからない！』」 - Koi no jamasha «Medaiyu ga mitsukaranai!» – "Gli ostacoli dell'amore «Non riesco a trovare il medaglione!»" | 25 settembre 1994 | 25 febbraio 1997    |
| 29 | Miki si accorge di aver perso il medaglione e lo cerca in lungo e in largo senza risultati. In gelateria, scopre che il ragazzo incontrato in magazzino precedentemente si chiama Kei Tsuchiya (Alessandro, in Italia) ed è un altro commesso. I due vanno immediatamente d'accordo e lui la prende subito in simpatia. La ragazza gli racconta di aver perso un medaglione e Kei, che l'ha trovato, è pronto a restituirglielo, ma cambia idea quando viene a sapere che Miki è fidanzata. Yū, nel frattempo, finisce di girare le riprese per il suo spot e gli viene offerta un'altra richiesta di lavoro in quel campo, ma rifiuta. |                   |                     |
| 30 | Il medaglione non c'è più / Studiamo insieme? 「ライバル 『ゆー、大好きよ』」 - Raibaru «Yū, daisuki yo» – "La rivale «Yū, mi piaci molto»" | 2 ottobre 1994    | 25-26 febbraio 1997 |
| 30 | Miki vorrebbe dire a Yū di aver perso il medaglione, ma la preoccupazione per lo spot non le permette di essere tranquilla; Kei vorrebbe ridarglielo, ma non riesce a trovare l'occasione giusta per farlo. Ginta intanto fa a botte con Murai, dopo averlo visto assieme ad un'altra ragazza e, andato ad avvisare Arimi, scopre che in realtà loro sono solo amici e che quella era la sua fidanzata. Miki vede lo spot e resta sollevata per il fatto che non rappresenti nessuna storia d'amore fra Yū e Suzu ed è convinta che i due non si rivedranno mai più dopo questo; in realtà, però, Yū scopre che la cugina di Satoshi, a cui dovrà dare ripetizioni di inglese, è proprio lei. |                   |                     |
| 31 | Studiamo insieme? / La canzone di Yuri 「すずと蛍 『不安にさせるこの二人⋯』」 - Suzu to Kei «Fuan ni saseru kono futari…» – "Suzu e Kei «Quei due mi mettono in agitazione…»" | 9 ottobre 1994    | 26-27 febbraio 1997 |
| 31 | Yū scopre che il padre di Suzu è un architetto come quello di Satoshi e i suoi disegni lo colpiscono molto. A scuola, intanto, si organizza il festival scolastico e Ginta decide di invitare Arimi. Satoshi, invece, spinge Meiko a realizzare il suo grande sogno, ovvero scrivere un romanzo; lei però per il momento preferisce dedicarsi unicamente al giornalino della scuola e leggere opere di scrittori già professionisti. Miki, finito il lavoro, vede Kei entrare in un locale con musica dal vivo e lo segue, scoprendo che è un pianista eccellente; lui confessa di aver suonato solo per fare colpo su di lei. Stanca per il troppo lavoro, Miki si sente male, ma Kei la soccorre, abbracciandola; Suzu, passando in macchina, assiste alla scena. |                   |                     |
| 32 | La canzone di Yuri 「恋の学園祭 『遊と蛍のコンサート』」 - Koi no gakuen-sai «Yū to Kei no konsāto» – "Festival d'amore «Il concerto di Yū e Kei»" | 16 ottobre 1994   | 27 febbraio 1997    |
| 32 | Satoshi invita al festival Suzu, e Miki invece pensa di dirlo a Kei; Meiko, intanto, si accorge delle particolari attenzioni della professoressa Ryoko, non sapendo che in realtà è stato Namura a chiederglielo. Ginta e Arimi passano una bella giornata sempre disturbati da Tsutomu che pare non volerli lasciare in pace. Al momento del concerto, il tastierista si fa male a una mano e non può suonare, e Miki propone a Kei di sostituirlo; Meiko ha l'impressione di conoscere questo ragazzo, ma non si ricorda dove può averlo visto. Tutto va per il meglio, e Suzu consegna un mazzo di rose per congratularsi a Yū sul palco, ma prima lo bacia, lasciando tutti di stucco. |                   |                     |
| 33 | Quando palpita l'amore 「恋の迷い道 『好きだ！』」 - Koi no mayoi michi «Suki da!» – "Il confuso cammino dell'amore «Mi piaci!»" | 23 ottobre 1994   | 28 febbraio 1997    |
| 33 | Miki inizia a vedere Suzu come una sua possibile rivale. Meiko invece è grata a Satoshi per il suo appoggio, seppur mascherato dalle numerose battute, riguardo alla scrittura del romanzo che ha appena iniziato; lui le chiede poi di diventare la sua ragazza, ma lei gli chiede di attendere ancora un po'. La professoressa Ryoko, intanto, incontra Namura e gli racconta dei progressi di Meiko, ma questi sembra un po' deluso per il fatto che lei si stia avvicinando a Satoshi così rapidamente. Intanto Suzu va in gelateria e dice ad Kei di averlo visto abbracciare Miki: lui le spiega la situazione, ma la caccia via in malo modo, facendo cadere dalla sua tasca il medaglione rubato; la ragazza pensa allora che sia stata proprio Miki a regalarglielo. Suzu racconta tutto a Yū, che tuttavia non la crede; quando però vede lui stesso Kei abbracciare e dichiarare il suo amore a Miki, va via turbato. |                   |                     |
| 34 | La festa in maschera 「別れの予感 『ハロウィンパーティーのたくらみ』」 - Wakare no yokan «Harouin Pātī no takurami» – "Premonizione di rottura «Il complotto alla festa di Halloween»" | 30 ottobre 1994   | 1º marzo 1997       |
| 34 | Yū si comporta in modo freddo e distaccato e Miki ha paura che abbia visto e frainteso lei con Kei. Meiko si ricorda dove ha visto Kei: su una rivista che lo definisce "il più giovane pianista a vincere il Concorso Musicale Nazionale". Lui spiega poi a Miki che inizialmente suonava per divertirsi, poi è diventato un vero e proprio lavoro ed ha deciso di abbandonare, andando contro insegnanti e genitori. Suzu organizza a casa sua una festa in maschera ed invita tutti; presenta anche Yū al padre ed i due fanno un'interessante chiacchierata sul mondo dell'architettura. Quando Miki arriva, la vede ballare assieme a Yū e ne resta turbata, ma vede che alla festa c'è anche Kei in qualità di pianista; quando Yū la vede assieme a lui, rimane sorpreso, dal momento che lui stesso era ignaro della festa fino al momento in cui è arrivato per le solite ripetizioni d'inglese. |                   |                     |
| 35 | La festa in maschera / Le bugie di Alessandro 「すれちがい 『別れようってことなの？』」 - Surechigai «Wakareyoutte koto na no?» – "Il confronto «Vuoi dire che ci stiamo lasciando?»" | 13 novembre 1994  | 1º-3 marzo 1997     |
| 35 | Meiko ha un momento di difficoltà durante la stesura del romanzo e Satoshi la porta in sala giochi per farla svagare. Yū, invece, molto turbato da ciò che ha visto, è distaccato con Miki e le bugie e le insistenze di Suzu non fanno che peggiorare la situazione. Quando incontra Kei, questi gli mostra il medaglione e gli racconta che Miki gli ha chiesto di buttarlo perché ormai non le serviva più a niente; gli consiglia così di dimenticarla. Arrivato a casa, Yū chiede spiegazioni e Miki confessa di aver perso il medaglione e resta incredula sapendo che era nelle mani di Kei; quando Yū le restituisce il suo medaglione, lei lo accusa che il vero motivo della loro rottura è Suzu, e questo li fa litigare furiosamente. |                   |                     |
| 36 | Le bugie di Alessandro / Il canto dei cuori innamorati 「一人ぼっち 『俺が忘れさせてやる！！』」 - Hitoribocchi «Ore ga wasuresasete yaru!!» – "Sono sola «Ti farò dimenticare di lui!!»" | 20 novembre 1994  | 3-4 marzo 1997      |
| 36 | Yū decide di partire da solo e Miki ne soffre molto. Dopo essersi fatta restituire il medaglione da Kei, in lacrime, spiega cosa è successo; lui cerca di consolarla, evidenziando la debolezza dei sentimenti di Yū, contrapposti ai suoi, ma lei non cede e se ne va, lasciandolo solo. Meiko finisce il suo romanzo e chiede a Satoshi di leggerlo per primo; quando lui le chiede nuovamente di uscire, lei accetta e lo bacia, capendo che forse è meglio dimenticare il suo passato con Namura. Ginta e Arimi cercano di risollevare Miki, e lei capisce che ha sbagliato e decide di andare a prendere Yū alla stazione per il suo rientro. Questi, proprio lì, incontra Anju Kitahara (Angela, in Italia), una vecchia compagna di scuola. Dopo aver fatto pace, la presenta a Miki, la quale teme sia un nuovo ostacolo al loro amore. |                   |                     |
| 37 | Il canto dei cuori innamorati / Il ritorno di Nik 「悲しい再会 『吹っきれたと思ってたのに⋯』」 - Kanashī saikai «Fukkireta to omotteta no ni…» – "Un triste rincontro «Pensavo che fosse finita…»" | 27 novembre 1994  | 4-5 marzo 1997      |
| 37 | Suzu non è felice del riavvicinamento di Yū e Miki, e rimprovera Kei per non aver approfittato della situazione che lei aveva creato. Miki, intanto, è un po' gelosa per il fatto che Yū e Anju si sentano e vedano spesso, nonostante per lui sia soltanto una vecchia amica d'infanzia. Anche Ginta fa una scenata quando vede un uomo insieme ad Arimi, mentre questi le stava solo chiedendo delle indicazioni stradali; lei non la prende molto bene e si arrabbia. Meiko e Satoshi si preparano ad uscire insieme, ma il pomeriggio, prima di andare ad un concerto un'amica le dice di aver visto il professor Namura in città, e Meiko capisce di non averlo affatto dimenticato e corre a cercarlo; Satoshi cerca di impedirglielo, ma poi, arrabbiato, la lascia andare; quando lo trova, Namura si costringe ad essere freddo con lei, per chiudere una volta per tutte la loro storia, per il suo bene. Per convincerla definitivamente, si inventa di stare con la collega Ryoko, che assiste sbigottita alla scena. |                   |                     |
| 38 | Il ritorno di Nik / Angela 「杏樹の想い 『光希さんの次でいいの！』」 - Anju no omoi «Miki-san no tsugi de ī no!» – "I sentimenti di Anju «Non mi importa di venire dopo Miki!»" | 4 dicembre 1994   | 5-6 marzo 1997      |
| 38 | Tsutomu, approfittando della temporanea crisi tra Arimi e Ginta, le chiede per l'ennesima volta di mettersi con lui, ma lei rifiuta una volta per tutte. Yū, intanto, racconta a Miki il suo rapporto con Anju, raccontandole di come lei abbia saputo risollevargli il morale nei giorni in cui aveva saputo che suo padre non era chi lui pensava fosse; aggiunge che la si potrebbe definire il suo primo amore, e Miki non sa come prendere questa notizia. Ginta e Arimi fanno pace e ammettono di provare qualcosa l'uno per l'altra e si dichiarano il loro amore. Anju va da Miki e le confessa di aver sempre amato Yū, ma di non preoccuparsi dal momento che non interferirebbe mai con la loro storia. Suzu, al contrario, non si fa tutti questi scrupoli e pensa ancora a come conquistarlo, attirandolo usando la scusa del lavoro di architetto del padre. Anche Kei cerca di avvicinare a sé Miki criticando Yū, che secondo lui non si preoccupa di farla soffrire. |                   |                     |
| 39 | Angela / Appuntamento con i ricordi 「せつない恋 『ずっと遊が好きだった⋯』」 - Setsunai koi «Zutto Yū ga sukidatta…» – "Un amore amaro «Ho sempre amato Yū…»" | 11 dicembre 1994  | 6-7 marzo 1997      |
| 39 | Meiko dice a Satoshi di aver capito di amare ancora il professor Namura, ma lui non ha intenzione di arrendersi. Yū, invece, è ignaro dei sentimenti che prova Anju nei suoi confronti. Ginta e Tsutomu arrivano alle mani per Arimi, ma alla fine i due si chiariscono e Tsutomu lascia campo libero al cugino e si fa da parte. Nonostante dovessero uscire assieme dopo molto tempo, Anju chiede a Miki di lasciarle libero Yū per un giorno, promettendo poi di non cercarlo più; quando sono insieme, dopo aver rievocato vecchi ricordi, gli confessa di amarlo. Kei, nel frattempo, invita Miki al locale dove suonano musica dal vivo e, prima di esibirsi, le dice di aver ritrovato la voglia di suonare grazie a lei. |                   |                     |
| 40 | Appuntamento con i ricordi / Una movimentata vigilia di Natale 「聖なる夜 『イヴなのに一人ぼっち⋯』」 - Seinaru Yoru «Ivu na no ni hitoribocchi…» – "La Notte Santa «Sono sola alla vigilia di Natale…»" | 18 dicembre 1994  | 7-8 marzo 1997      |
| 40 | Yū non sa come comportarsi con Anju, dal momento che la considera soltanto un'amica e non vuole farla soffrire; Miki si chiede la stessa cosa. Quest'ultima riceve una visita del padre di Kei che, dopo averlo sentito al locale, la ringrazia per aver di nuovo motivato il figlio a suonare il pianoforte; lei pensa di non aver fatto molto, non sapendo che in realtà, lui sta componendo un pezzo da dedicarle. È la vigilia di Natale e Miki viene invitata proprio da Kei ad un concerto nel locale; Yū la deve raggiungere, ma riceve una chiamata dalla madre di Anju: la ragazza sta male e viene portata d'urgenza in ospedale. Il ragazzo decide così di correre da lei, lasciando Miki sola. |                   |                     |
| 41 | Una movimentata vigilia di Natale / L'anno nuovo sarà fantastico 「恋人達の朝 『メリークリスマス』」 - Koibito-tachi no asa «Merī Kurisumasu» – "L'alba degli innamorati «Buon Natale»" | 25 dicembre 1994  | 8-10 marzo 1997     |
| 41 | Ginta e Arimi passano insieme un bel Natale, e Satoshi torna alla carica vestito da Babbo Natale, portando Meiko a ballare e facendola divertire. La professoressa Ryoko, invece, trova finalmente il coraggio di confessare a Namura i suoi sentimenti, ma lui dice di amare ancora Meiko, sebbene non possa stare insieme a lei. Yū, in ospedale, scopre che Anju è malata già da tempo e che ha il 50% di possibilità di sopravvivere all'operazione. Miki, intanto, non sa che fine abbia fatto Yū e, dopo aver rifiutato Kei per l'ennesima volta, torna a casa, dove scopre, ascoltando un suo messaggio, che Anju è in ospedale. Quando la ragazza si riprende, però, convince Yū a tornare a casa perché è Natale e la sua ragazza lo sta aspettando. Finalmente Miki e Yū possono scambiarsi i regali, mentre Suzu e Kei, entrambi rimasti soli, si fanno compagnia a vicenda. |                   |                     |
| 42 | L'anno nuovo sarà fantastico / Fiocchi di neve 「新春恋模様 『サイコーの年になりそう』」 - Shinshun koi moyō «Saikō no toshi ni narisō» – "Messaggio d'amore per il nuovo anno «Sarà un anno meraviglioso»" | 8 gennaio 1995    | 10-11 marzo 1997    |
| 42 | È Capodanno e tutti si recano al tempio per esprimere i loro desideri; Suzu e Tsutomu sono gli unici senza un compagno e, se la prima non smette di essere gelosa di Miki e Yū, il secondo invece non perde tempo e conosce Yayoi Takase (Lisa, in Italia), una ragazza molto carina, di cui si innamora immediatamente. Yū regala un anello a Miki rendendola felicissima e Suzu, invidiosa, gli chiede di accompagnarla a casa, con la scusa che il padre ha bisogno di parlargli; questi gli chiede se ha mai pensato di andare a studiare architettura a New York. Intanto, Miki riceve la visita di Anju, in partenza per l'America, dove riceverà le cure di cui ha bisogno. |                   |                     |
| 43 | Fiocchi di neve / Che cosa farò da grande? 「スキー旅行 『二人っきりになんかさせない！』」 - Sukī ryokō «Futarikkiri ni nanka sasenai!» – "Vacanze sulla neve «Non permetterò che rimaniate da soli voi due!»" | 15 gennaio 1995   | 11-12 marzo 1997    |
| 43 | Suzu scopre che Yū sta progettando un viaggio e, convinta che ci voglia andare con Miki, decide di sabotarlo: così telefona agli amici dicendo che lui ha intenzione di andare in montagna e tutti si auto-invitano, costringendolo a cambiare i suoi piani. Gli otto amici, Yū e Miki, Ginta e Arimi, Satoshi e Meiko, Suzu e Tsutomu, passano una giornata divertente e trascorrono la notte in uno chalet. Il giorno dopo Suzu, per separarla da Yū, indirizza Miki in cima alla montagna, convincendola che anche lui sia lassù ad aspettarla; lei non trovandolo decide di iniziare a scendere da sola. Il tempo peggiora e Yū, non vedendola tornare, decide di andarla a cercare. Trovata sana e salva, Suzu le chiede scusa e capisce che non potrà mai distruggere il forte legame tra Miki e Yū. |                   |                     |
| 44 | Che cosa farò da grande? 「二人の将来 『遊の夢、私の夢は？』」 - Futari no shōrai «Yū no yume, watashi no yume wa?» – "Il futuro dei due «Il sogno di Yū, e il mio sogno qual è?»" | 22 gennaio 1995   | 12 marzo 1997       |
| 44 | A scuola viene svolto un test attitudinale e Miki inizia a chiedersi cosa vorrebbe fare in futuro; vede che tutti i suoi amici hanno già le idee chiare e sembra essere l'unica a non sapere che strada prendere. Perfino Kei ha deciso di tornare in conservatorio, e tutto grazie a lei, ciò la rende molto felice. Il padre di Suzu, invece, propone nuovamente a Yū di andare a studiare architettura a New York, e lui è molto tentato all'idea. Miki alla fine giunge alla conclusione di voler sposare Yū e mettere su famiglia con lui: questa è l'unica prospettiva del futuro che le viene in mente. Meiko, intanto, riceve una telefonata da un membro dell'associazione letteraria che le comunica di aver vinto il primo posto per il romanzo che ha scritto, grazie a Satoshi che ne ha spedito una copia alla redazione; la ragazza rimane sorpresa, ma allo stesso tempo contenta. |                   |                     |
| 45 | Pagine di successo per Meri 「ゆれる茗子 『私、広島へ行く！』」 - Yureru Meiko «Watashi, Hiroshima he iku!» – "Meiko vacillante «Io, andrò a Hiroshima!»" | 29 gennaio 1995   | 13 marzo 1997       |
| 45 | La notizia della vittoria del romanzo di Meiko si diffonde ed arriva fino a scuola dove tutti sono fieri di lei; lei però non sa come prendere l'improvvisa popolarità e il fatto di essere seguita dai giornalisti la imbarazza molto, Satoshi è però sempre presente a sostenerla. Le cose fra Ginta e Arimi, intanto, vanno a gonfie vele e i due sono innamorati più che mai. I genitori di Meiko tuttavia non apprezzano il racconto dal momento che si basa sulla sua storia con il professor Namura, e lei ne resta molto male; per questo invita alla cerimonia per la consegna del premio Miki, Yū e Satoshi. Procede tutto bene, fino a che leggono un telegramma di congratulazioni inviatole da Namura: a questo punto, Meiko vuole parlare con lui una volta per tutte, decidendo di partire per Hiroshima. |                   |                     |
| 46 | Rincorrendo la felicità 「広島へ⋯ 『もう一度そばにいさせて！』」 - Hiroshima he… «Mō ichido soba ni i sasete!» – "A Hiroshima… «Fammi stare di nuovo al tuo fianco!»" | 5 febbraio 1995   | 14 marzo 1997       |
| 46 | Satoshi non prende bene la decisione di Meiko di andare a Hiroshima per vedere Namura, ma Miki si propone di accompagnarla. La professoressa Ryoko, vedendola assente e su richiesta dei suoi genitori, immagina dove può essere andata e decide di raggiungerla non dando retta alle richieste di Satoshi che le chiedevano di non interferire con il loro chiarimento; questi alla fine decide però di andare con lei. Con l'aiuto di Miki, Meiko incontra Namura e gli chiede di non lasciarla, dal momento che ora ha ben chiara la via da seguire nel futuro, ma lui, frenando i suoi sentimenti, rifiuta dal momento che non vuole vincolarla a lui. |                   |                     |
| 47 | Rincorrendo la felicità / Il giorno degli innamorati 「海辺の二人 『君の幸せを思うから⋯』」 - Umibe no futari «Kimi no shiawase wo omoukara…» – "La coppia sulla spiaggia «Perché voglio che tu sia felice…»" | 12 febbraio 1995  | 14-15 marzo 1997    |
| 47 | Ryoko e Satoshi arrivano a Hiroshima, ma Meiko non vuole parlare con nessuno e si chiude nella sua stanza d'albergo; Miki è paziente, ma spera di convincerla a tornare presto a casa. Satoshi prende a pugni Namura, dal momento che è convinto, insieme a Ryoko, che stia sbagliando a respingere Meiko in quel modo. La ragazza si ricorda del medaglione di Namura e vuole renderglielo, ma arriva nel momento in cui Satoshi sta picchiando Namura, e gli fa da scudo prendendosi un pugno. Ryoko, vedendo come si è evoluta la situazione, racconta la verità sul fatto che lei e Namura non stanno affatto assieme, ma che lui l'ha fatto solamente per non intralciare la vita di Meiko. Quest'ultima le risponde che qualunque cosa accada lo amerà per sempre e Namura, vista la determinazione di Meiko, cambia idea e i due così si baciano e, finalmente, si rimettono insieme. |                   |                     |
| 48 | Il giorno degli innamorati 「チョコの味 『甘くて苦いバレンタイン！』」 - Choko no aji «Amakute nigai Barentain!» – "Il sapore del cioccolato «Un San Valentino dolce-amaro!»" | 19 febbraio 1995  | 15 marzo 1997       |
| 48 | Tornata a casa, Miki si ricorda che è San Valentino e che non ha comprato ancora nulla per Yū; decide così di preparargli del cioccolato, ma le sue doti in cucina non sono molto sviluppate e viene aiutata da Meiko. Quest'ultima le comunica di essersi fidanzata nuovamente con Namura e di volersi trasferire ad Hiroshima dopo il diploma per sposarlo. Intanto Arimi e Ginta hanno un'incomprensione perché lui si vanta di aver ricevuto cioccolato da parte di molte ragazze. Tsutomu, disperato per non aver ricevuto nessun cioccolatino, rincontra Yayoi, la ragazza conosciuta al tempio il primo giorno dell'anno, che è stata appena respinta da un ragazzo, e passa il pomeriggio insieme a lei. Miki, invece, andata al negozio per portare il regalo a Yū, lo trova in compagnia di una ragazza, con cui sembra essere molto in confidenza, e se ne va arrabbiata; quando però lui torna (in forte ritardo poiché impegnato con gli straordinari) la rassicura e lei, felice, gli consegna il suo regalo. |                   |                     |
| 49 | La felicità vola via come le foglie d'autunno 「愛のかたち 『幸せになるってムズカシイ』」 - Ai no katachi «Shiawase ni naru tte muzukashī» – "La forma dell'amore «È difficile essere felici»" | 26 febbraio 1995  | 17 marzo 1997       |
| 49 | Meiko è molto felice per la sua situazione, ma allo stesso tempo si sente in colpa per aver causato sofferenza alla professoressa Ryoko e a Satoshi. La prima fa finta di niente e non dice a nessuno come si sente veramente, pur sapendo di amare ancora Namura e di non poter vivere senza di lui; il secondo invece, pur soffrendo, chiarisce le cose con Meiko e le promette di non corteggiarla più. Miki, tornata a casa, scopre che dovranno ospitare un ragazzo proveniente da New York per uno scambio culturale. |                   |                     |
| 50 | La felicità vola via come le foglie d'autunno / Hello, Michael 「留学生登場 『マイケルって⋯ 変！』」 - Ryūgakusei tōjō «Maikeru tte… hen!» – "Arriva lo studente straniero «Michael è… strano!»" | 5 marzo 1995      | 17-18 marzo 1997    |
| 50 | Miki si ritrova sola a casa nel momento in cui arriva Michael Grant, il ragazzo americano; i due vanno subito a fare un giro della città e si trovano molto bene insieme. Lui è entusiasta e subito cerca di fare colpo su Miki; lei infatti non può dirgli di stare con Yū, dal momento che la notizia potrebbe poi arrivare alle orecchie dei genitori. Il padre di Suzu, invece, continua ad insistere riguardo alla possibilità per Yū di andare all'estero a studiare; lui è sempre più attratto all'idea, ma sa che Miki ne soffrirebbe molto. Dalla stessa scuola in cui dovrebbe andare lui poi, la Saint Andrew's, proviene anche Michael. Dopo aver passato la serata tutti e tre insieme, Michael dà a Miki il bacio della buonanotte sulla guancia, lasciando lei e Yū di stucco. |                   |                     |
| 51 | Hello, Michael / Quando sarai lontano… 「三角関係 『ふりまわされて⋯』」 - Sankaku kankei «Furimawasarete…» – "Triangolo amoroso «Ondeggia…»" | 12 marzo 1995     | 18-19 marzo 1997    |
| 51 | Miki è turbata perché lei e Yū, da quando è arrivato Michael in casa, non hanno più un momento per stare soli; inoltre le sembra pensieroso riguardo qualcosa e tenta in tutti i modi di parlargli, ma il nuovo arrivato cerca di averla sempre per sé. Yū decide di partire per gli Stati Uniti a studiare e prepara tutti i documenti, ma non sa come dirlo a Miki; alla fine è Michael a rivelare alla ragazza la prossima partenza di Yū, lasciandola sconvolta. |                   |                     |
| 52 | Quando sarai lontano… / Una giornata da sogno 「月夜の決心 『遊、離れるなんて⋯ イヤ！』」 - Tsukiyo no kesshin «Yū, hanareru nante… iya!» – "Decisione al chiaro di luna «Yū, non lasciarmi sola… no!»" | 19 marzo 1995     | 19-20 marzo 1997    |
| 52 | Yū e Miki litigano perché quest'ultima non vuole che il ragazzo parta in America, lasciandola sola. A scuola, Satoshi invita Miki al ballo della cerimonia di fine anno e lei accetta per far ingelosire Yū, visti gli ultimi avvenimenti. Alla festa, grazie alle parole di Satoshi, Miki capisce che non sempre la lontananza è un problema per chi si ama davvero, come successo con Meiko e Namura. Così, la ragazza si rende conto di aver agito da egoista e di aver sbagliato e, Satoshi la lascia ballare con Yū, arrivato in seguito ad una sua telefonata, e le cose tra i due si sistemano; Miki, però, si fa promettere di fare un viaggio insieme prima della sua partenza. |                   |                     |
| 53 | Una giornata da sogno 「思い出作り 『何が起こっても後悔しない』」 - Omoide tsukuri «Nani ga okotte mo kōkai shinai» – "Creare dei ricordi «Non importa cosa accadrà, non ho rimpianti»" | 26 marzo 1995     | 20 marzo 1997       |
| 53 | Yū e Miki partono per il loro viaggio a Hakone, seguiti di nascosto da Michael; quando lui compare il loro idillio finisce, dal momento che si mette, senza volerlo, sempre in mezzo. Loro invece avevano organizzato questa gita per avere dei momenti indimenticabili da ricordare durante la lontananza. Alla sera però, pur cercando di nascondere i loro sentimenti, Michael li vede baciarsi e comprende la situazione; però fa finta di nulla dal momento che la partenza di Yū avverrà di lì ad una settimana e perciò avrà tutto il tempo per provarci con Miki. Prima di prendere l'aereo e partire, Yū regala a Miki un combinatore telefonico per l'estero, con cui potrà chiamarlo quando vorrà sentirlo. |                   |                     |
| 54 | Una giornata da sogno / Una nuova vita 「新生活 『遊、今頃どうしてるかな？』」 - Shin seikatsu «Yū, imagoro dōshiteru ka na?» – "Una nuova vita «Yū, cosa starai facendo adesso?»" | 2 aprile 1995     | 20-21 marzo 1997    |
| 54 | Yū è partito e a Miki già manca moltissimo. Michael cerca di non farla pensare a lui, facendosi accompagnare in giro per negozi; in uno di questi incontrano Suzu che propone al ragazzo di darle ripetizioni di inglese ora che Yū non c'è più; lui accetta più che volentieri. Yū, intanto, arriva a New York, dove conosce Brian Grant, il fratello di Michael, Jinny Golding, Doris O'Connor, il signor Rainy, responsabile degli studenti del campus, e William Matheson, detto Will, suo compagno di stanza, a cui non sembrano interessare le ragazze. Brian ha da sempre un debole per Jinny, ma questa pare attratta fin dall'inizio da Yū; ciò fa nascere istintivamente un odio da parte di Brian per il nuovo arrivato. Quando Miki e Yū si sentono per telefono, lui la risolleva dicendole che anche a lui manca tantissimo. |                   |                     |
| 55 | Una nuova vita / Il vero amore 「波紋・再び 『ニューヨークは遠すぎる！』」 - Hamon futatabi «Nyū Yōku wa tō sugiru!» – "Ancora guai «New York è troppo lontana!»" | 9 aprile 1995     | 21-22 marzo 1997    |
| 55 | Jinny chiede a Yū di uscire con lei e si sorprende molto quando lui rifiuta dicendole di avere la ragazza; allora lo riempie di domande e lo bacia. Sfortunatamente Brian vede la scena e successivamente, con cattive intenzioni, accerchia Yū assieme ai suoi amici, ma viene salvato da Doris che manda via Brian e spiega al ragazzo il motivo delle sue azioni. Tuttavia, non volendo arrendersi, Jinny invita Yū al cinema e Brian, geloso ed essendo il miglior giocatore del campus, lo sfida a basket tre contro tre; a Yū si affiancano Will ed un altro ragazzo. La sconfitta fa capire a Brian il buon carattere di Yū e si rende conto di essersi sbagliato sul suo conto. Intanto a casa, Miki riceve una visita da Kei che ha vinto un altro premio musicale e le chiede nuovamente di uscire insieme. |                   |                     |
| 56 | Il vero amore / Sei sempre nei miei pensieri 「すれちがい 『あたしの恋人は遊なのに⋯』」 - Surechigai «Atashi no koibito wa Yū na no ni…» – "Equivoci «Il mio ragazzo è Yū sapete…»" | 16 aprile 1995    | 22-24 marzo 1997    |
| 56 | Miki rifiuta la proposta di Kei, ma lui, venuto a sapere della lontananza di Yū, le rivela di essere un tipo paziente e determinato; la stessa cosa vale per Michael che si dichiara a lei ed è convinto di riuscire a conquistarla, facendole notare che è a conoscenza della storia con Yū. Quando i due ragazzi si conoscono fuori da scuola, si affrontano; Miki però pensa soltanto al fatto che non riesce mai a parlare al telefono con Yū per via del fuso orario. La professoressa Ryoko la vede giù e le propone di trovarsi un nuovo lavoro per impegnare la mente; lei accetta e sia Kei che Michael capiscono che potrebbe essere un buon modo per farle dimenticare il fidanzato. Al nuovo lavoro, Miki conosce Rei Mizutani, moglie di Kijima, con suo fratello Akira (Andrea, in Italia) suo collega, che si innamora all'istante di Ryoko. Poi, alla sera, Yū finalmente telefona. |                   |                     |
| 57 | Sei sempre nei miei pensieri 「恋の迷い道 『もう耐えられない！寂しいの⋯』」 - Koi no mayoi michi «Mō taerarenai! Sabishī no…» – "Il confuso cammino dell'amore «Non ne posso più! Questa solitudine…»" | 23 aprile 1995    | 24 marzo 1997       |
| 57 | Namura si presenta a casa di Meiko, ma i genitori non le permettono di vederlo; soltanto la domestica è dalla sua parte e grazie a lei riesce ad incontrarlo. Lei vorrebbe andare subito a vivere con lui, ma Namura vuole l'approvazione dei genitori e le consiglia di scrivere quando si sente sola. Kei e Michael intanto continuano a fare la corte a Miki, e il primo la invita ad una sua esibizione con il pianoforte e lei si sente costretta ad accettare. Meiko esce a fare una passeggiata per cercare di tirarsi su di morale, seguendo il consiglio di Namura, e incontra Akira e un gruppo di bambini, con cui trascorre il pomeriggio; tuttavia le frequenti liti tra i suoi genitori non la aiutano. |                   |                     |
| 58 | Bacio a sorpresa 「告白の音色 『ボクを男として見てほしい！』」 - Kokuhaku no neiro «Boku wo otokotoshite mite hoshī!» – "Il tono di una confessione «Vorrei che tu mi vedessi come un uomo!»" | 30 aprile 1995    | 25 marzo 1997       |
| 58 | Miki e gli altri vanno al concerto di Kei, in cui questi dedica l'esibizione a Miki, e Michael capisce di avere un temibile rivale viste le eccezionali doti al piano. Ryoko, intanto, aiuta nel negozio di Akira, e questi le chiede immediatamente di uscire, ma lei non ha ancora dimenticato del tutto Namura e, per paura di soffrire ancora, rifiuta. Miki si sente molto confusa dalla situazione anche per il fatto che non sente Yū da qualche giorno, ma tutte le sue amiche cercano di tirarla su. Alla fine Yū telefona, mandandola al settimo cielo e anche Brian vuole parlare col fratello: questi gli racconta di Jinny e del suo debole per il nuovo arrivato. Michael bacia improvvisamente Miki e le rivela che il suo Yū si sta consolando con un'altra, lasciandola sconvolta. |                   |                     |
| 59 | Quando il mare parla di te 「不安な週末 『遊の声が聞きたい！』」 - Fuan na shūmatsu «Yū no koe ga kikitai!» – "Un fine settimana tormentato «Voglio sentire la voce di Yū!»" | 7 maggio 1995     | 26 marzo 1997       |
| 59 | A New York, Yū incontra Anju, che vi si è trasferita con sua madre per le cure, e la invita a passare il weekend a Long Island con lui e i suoi nuovi amici; lei accetta in seguito alle insistenze di Will. Miki cerca in tutti i modi di contattare il suo ragazzo, ma invano, e ciò non fa che aumentare le sue preoccupazioni, soprattutto dopo quello che le ha detto Michael. Lui intanto parte per il mare assieme a Brian, Doris, Jinny, Will e Anju: gli ultimi due vanno subito d'accordo e diventano molto amici. |                   |                     |
| 60 | Grigia solitudine 「恋人は遠い 『遊はあたしの目の前にいる』」 - Koibito wa tōi «Yū wa atashi no me no mae ni iru» – "Il mio amore è lontano «Yū è proprio davanti ai miei occhi»" | 14 maggio 1995    | 27 marzo 1997       |
| 60 | Miki, telefonando al campus, scopre che Yū è andato al mare con gli amici e questo fatto la ingelosisce molto, soprattutto quando sa che con lui ci sono anche delle ragazze. Lui, invece, mette in chiaro le cose con Jinny una volta per tutte, dicendole che la sua ragazza è Miki e lui non la tradirebbe mai; allo stesso momento sa che anche lei non lo farebbe mai, nonostante Jinny tenti di confonderlo. Michael e Kei arrivano a picchiarsi per Miki e soltanto lei riesce a fermarli, dicendo che l'unico che ama è Yū. La ragazza va in lacrime da Meiko, la quale le promette di accompagnarla al più presto a New York a vedere il suo fidanzato, per starle vicino proprio come aveva fatto lei in passato nei momenti bui della sua storia con Namura. |                   |                     |
| 61 | Ti ho perso per sempre? 「Ｎ.Ｙの罠 『遊、あたしが馬鹿だったの？』」 - Nyū Yōku no wana «Yū, atashi ga baka datta no?» – "La trappola a New York «Yū, sono stata una stupida?»" | 21 maggio 1995    | 28 marzo 1997       |
| 61 | Meiko e Miki partono e quest'ultima non sta più nella pelle perché vuole vedere Yū più di ogni altra cosa, nonostante Michael le dica che ormai si è trovato un'altra ragazza. Lui intanto è ancora a Long Island assieme a Brian e a Will, mentre Jinny, Doris e Anju sono tornate in città. Arrivate, Meiko va in albergo per sistemare i bagagli e incontra Anju, mentre Miki non riesce ad aspettare e decide di andare al campus, ma non trova Yū e conosce invece sulla soglia della sua stanza Jinny, che le fa credere che il ragazzo le abbia detto che non stanno più insieme e che ora sta con lei. |                   |                     |
| 62 | Addio Yuri 「さよなら 『もう⋯ 彼女でいられない』」 - Sayonara «Mō… kanojo de irarenai» – "Addio «Ormai… non posso più essere la tua ragazza»" | 28 maggio 1995    | 29 marzo 1997       |
| 62 | Miki torna in lacrime da Meiko per quanto detto da Jinny e non vede l'ora di ripartire. L'amica cerca in tutti i modi di contattare Yū, ma questi, ignaro di tutto, è ancora con gli amici a Long Island, a studiare. Will gli comunica di voler chiedere ad Anju di uscire e di non credere alle voci secondo cui sia omosessuale. È proprio Anju a raccontare del suo incontro con Meiko in un albergo di New York e appena Yū lo viene a sapere, insieme ai suoi amici, parte in tutta fretta per raggiungere il campus. Miki e Meiko però sono già in aeroporto e quest'ultima, per dare più tempo a Yū di incontrare Miki, finge che non ci siano più posti disponibili. I due riescono così finalmente a vedersi e chiarirsi, ma Miki gli comunica di non riuscire a stare lontano da lui e, per non soffrire, preferisce lasciarlo libero di vivere la sua vita in America. |                   |                     |
| 63 | Senza di te 「涙を抱いて 『今は一人でいたい』」 - Namida wo daite «Ima wa hitori de itai» – "Trattenendo le lacrime «Adesso voglio stare sola»" | 4 giugno 1995     | 1º aprile 1997      |
| 63 | Tornata in Giappone, Miki è triste per la decisione presa di rompere con Yū, ma finge di stare bene per non far preoccupare nessuno intorno a lei. Ginta sembra accorgersi di questa sua sofferenza e così la ragazza si confida con lui, che a sua volta rivela tutto ad Arimi. Michael, invece, informa subito Kei del fatto che i due si sono lasciati ed iniziano a fare a gara per consolarla e conquistarla; Miki tuttavia non ha alcuna intenzione di stare con qualcuno finché non avrà dimenticato Yū, lasciando i due ragazzi delusi. |                   |                     |
| 64 | Pallide note di malinconia 「二人の問題 『おまえの声が聞きたい』」 - Futari no mondai «Omae no koe ga kikitai» – "Problemi di coppia «Voglio sentire la tua voce»" | 11 giugno 1995    | 2 aprile 1997       |
| 64 | Will viene a sapere ciò che Jinny ha detto a Miki e la rimprovera in modo molto duro; anche Doris le consiglia di confessare tutto a Yū, nonostante le possibili conseguenze. Lui prende la cosa piuttosto bene, dal momento che ne era già venuto a conoscenza grazie a Meiko e pensa che non sia colpa sua se si sono lasciati perché è stato lui, invece, che non è riuscito a capirla. Miki, intanto, viene invitata da Kei a casa sua, dove conosce i genitori che sono molto gentili con lei. Yū, dopo averci pensato su ed aver concluso che la loro storia possa in qualche modo ricominciare, le telefona, ma scopre da Michael che la ragazza è a casa di Kei, restandoci molto male. |                   |                     |
| 65 | Io ti consolerò piccola Miki 「かたい決心 『光希は⋯ おれがもらう』」 - Katai kesshin «Miki wa… ore ga morau» – "Ferma determinazione «Miki… te la porterò via»" | 18 giugno 1995    | 3 aprile 1997       |
| 65 | Yū non riesce a riprendersi dalla rottura con Miki e gli amici sono preoccupati per lui. Decide di inviare un pacco a Miki e quando questa lo riceve non sa come comportarsi, vorrebbe chiamarlo, ma si impone di non farlo. Kei va a casa della ragazza e le dice che anche lui è in partenza per New York per un concorso musicale. Anju viene a sapere che Miki e Yū si sono lasciati e Will le consiglia di stargli accanto, perché potrebbe essere la sua occasione, mentre lui vorrebbe dichiararsi a Jinny, la persona che ama in segreto da tanto tempo, ma entrambi non hanno il coraggio di farlo. Arrivato in America, Kei va a fare visita a Yū e gli dice di amare Miki e che diventerà lui il suo fidanzato; ormai perse tutte le speranze riguardo ad un eventuale riavvicinamento, Yū chiede al ragazzo di prendersi cura di Miki d'ora in avanti. |                   |                     |
| 66 | I due pretendenti 「新たな選択 『あいつを忘れなくてもいい』」 - Aratana sentaku «Aitsu wo wasurenakute mo ī» – "La nuova scelta «Non c'è bisogno che tu lo dimentichi»" | 25 giugno 1995    | 4 aprile 1997       |
| 66 | Miki cerca in tutti i modi di non pensare a Yū e anche lui, non avendo ricevuto sue telefonate, decide di obbligarsi a guardare avanti. Al lavoro, lei capisce che vorrebbe aprire un negozio in futuro ed è felice di aver finalmente un'idea riguardo alla strada da intraprendere. Michael e Kei, invece, si mettono d'accordo una volta per tutte per far scegliere Miki tra uno dei due; la invitano così al parco-divertimenti, senza sapere però che è il luogo del suo primo appuntamento con Yū, e lei ha la mente piena di ricordi, che non vuole assolutamente dimenticare. Al momento della scelta lei non se la sente, ma se Michael insiste dicendo che deve dimenticarsi completamente di Yū, Kei la sostiene dicendo che non deve dimenticarlo, dal momento che è stato molto importante per lei. Vista la maggior maturità, alla fine Miki sceglie quest'ultimo, abbracciandolo e sfogandosi con lui. |                   |                     |
| 67 | Alessandro, sei tu l'amore? 「ともだち 『あたしには蛍クンが必要なの！』」 - Tomodachi «Atashi ni wa Kei-kun ga hitsuyō na no!» – "Amici «È Kei colui di cui ho bisogno!»" | 2 luglio 1995     | 5 aprile 1997       |
| 67 | Miki accetta di uscire con Kei, e viene vista da Ginta assieme a lui; il ragazzo non può credere ai suoi occhi e chiede spiegazioni a Meiko, che lo prega di non interferire perché anche per Miki è difficile superare la situazione. Michael, invece, è molto triste all'idea di dover considerare la ragazza soltanto un'amica. Ginta, però, non riesce a non parlarne con Miki e si sente molto geloso nei confronti di Kei, credendosi l'unico in diritto di consolarla e starle vicino; quando rivela tutto ciò ad Arimi, questa ci rimane molto male. Miki, pur stando bene con Kei, non riesce a fare a meno di pensare a Yū, dal momento che tutti i luoghi le ricordano lui. |                   |                     |
| 68 | Stringimi a te 「揺れる恋人 『サヨナラ⋯ 銀太』」 - Yureru koibito «Sayonara… Ginta» – "Amore indeciso «Addio… Ginta»" | 9 luglio 1995     | 7 aprile 1997       |
| 68 | Ginta va da Miki assicurandola che non la lascerà in pace fino a che non sarà sicuro che Kei è il ragazzo giusto per lei. Poi si scusa con Arimi, ma questa teme che la ragazza possa sempre essere presente nei suoi pensieri, perciò decide di dirgli addio per sempre. Tsutomu, saputa la notizia, dà la colpa a Miki, ma questa cerca di convincere Arimi a cambiare idea, sottolineando il fatto che la situazione tra lei e Ginta è completamente diversa rispetto alla sua con Yū, dal momento che possono parlarsi e vedersi in ogni momento. Così, assieme a Tsutomu e Yayoi, Miki organizza un incontro al parco-divertimenti e Ginta e Arimi, mandati da soli dentro una cabina della ruota panoramica, superato l'imbarazzo decidono di tornare insieme, chiedendosi reciprocamente scusa. |                   |                     |
| 69 | La verità fiorisce nei tepori dei cuori 「恋の勇気 『決心がついた！』」 - Koi no yūki «Kesshin ga tsuita!» – "Il coraggio dell'amore «Ho preso una decisione!»" | 16 luglio 1995    | 8 aprile 1997       |
| 69 | Miki continua ad uscire con Kei e Meiko fa del suo meglio affinché i genitori accettino Namura. Per le vacanze estive, Yū e gli altri organizzano una gita al mare: qui Jinny, vedendo Will ed Anju stare sempre assieme, inizia a capire di provare qualcosa per lui; spinto da Anju, Will finalmente si dichiara a Jinny e questa, rimasta sorpresa perché pensava che il ragazzo fosse gay, accetta la sua corte. Nel frattempo, Yū prende la decisione di tornare a casa, parlando con Doris, la quale poi rivela di avere da sempre un debole per Brian che però, tutto preso da Jinny, non si è mai accorto della sua presenza; alla fine, finalmente si dichiara a lui, facendogli notare che, oltre a Jinny, ci sono molte altre ragazze. Miki, intanto, riceve dai suoi genitori la notizia del prossimo ritorno di Yū. |                   |                     |
| 70 | Un'amicizia che profuma d'amore 「ただいま 『どんな顔して会えばいいの？』」 - Tadaima «Donna kaoshite aeba ī no?» – "Sono tornato «Che faccia farò quando lo rincontrerò?»" | 23 luglio 1995    | 9 aprile 1997       |
| 70 | Miki racconta a Kei del ritorno di Yū, e Michael gli consiglia di tenersela ben stretta; al suo arrivo, Miki lo vede assieme ad Anju ed è preoccupata all'idea di dirgli che ora si vede con Kei, ignara del fatto che ne è già a conoscenza. Lui la prende bene ed è contento per la sua felicità; solo Anju capisce quanto in realtà stia soffrendo. Giorno dopo giorno, Miki scopre che il loro rapporto non sembra cambiato molto, si prendono in giro e scherzano come facevano ai vecchi tempi. Kijima propone di andare in campeggio e Miki e Yū accettano e invitano Ginta e Arimi, Tsutomu e Yayoi, la signorina Ryoko e Akira, Rei, Kei, Anju, Michael e Suzu. |                   |                     |
| 71 | Per sempre io e te 「星と月の夜 『近くにいても⋯ 寂しい』」 - Hoshi to tsuki no yo «Chikaku ni ite mo… sabishī» – "Una notte di stelle e di luna «Anche se è vicino… mi sento sola»" | 30 luglio 1995    | 10 aprile 1997      |
| 71 | Il gruppo di amici parte per il campeggio, tuttavia senza Meiko. Lì, Miki pensa tutto il tempo a Yū, e lui fa lo stesso; ad un certo punto Ginta decide di affrontare l'amico per rimproverarlo del fatto di non fare nulla per cercare di riconquistare Miki. Lui però la vede serena con Kei e non vuole rovinare tutto ciò. Proprio Kei, però, con Anju e anche tutti gli altri, si accorge dei sentimenti che legano ancora i due e non sa come comportarsi. Mentre sono nel bosco, Kei prova a baciare Miki ma, poco prima che succeda, lei si rende conto che il tentativo di dimenticare Yū non ha avuto successo e scappa in lacrime; finisce proprio tra le braccia dell'ex fidanzato e, abbracciandosi, i due decidono di tornare finalmente insieme. |                   |                     |
| 72 | 「異母兄妹 『幸せが⋯ こわれていく』」 - Ibo kyōdai «Shiawase ga… kowareteiku» – "Mezzi fratello e sorella «La felicità… si sta incrinando»" | 6 agosto 1995     | non trasmesso       |
| 72 | Anju decide di tornare a New York e dimenticare definitivamente Yū e anche per Kei la situazione è difficile. Miki, intanto, è felice ed è ansiosa di fare finalmente un viaggio sola con Yū e di scambiarsi i regali di compleanno che non hanno potuto festeggiare insieme perché lui era lontano; Yū le propone di regalarle un anello mentre lei sceglie un bell'orologio. I due sono molto felici, ma le cose cambiano quando Yū trova una foto di quando i genitori erano al college: scopre così che i suoi genitori e quelli di Miki si conoscevano già da prima del viaggio alle Hawaii e che, a quei tempi, le coppie erano formate esattamente come sono ora. Il ragazzo teme perciò che il suo vero padre che sta tanto cercando sia Jin, padre di Miki, e questo potrebbe significare che i due son fratelli da un lato; diventa, quindi, freddo e distaccato nei confronti della fidanzata, rifugiandosi a casa di Satoshi, e il giorno dopo, quando la incontra, le dice che è meglio lasciarsi, lasciandola sconvolta. |                   |                     |
| 73 | 「別れ 『こうするしかなかった⋯』」 - Wakare «Kōsuru shikanakatta…» – "Separazione «Non ho altra scelta…»" | 13 agosto 1995    | non trasmesso       |
| 73 | Yū non racconta a Miki il vero motivo della loro rottura, e lei non si capacita del fatto che i sentimenti di lui siano cambiati così improvvisamente, andando a rifugiarsi da Meiko; Satoshi, venuto a conoscenza della storia, spinge Yū a raccontare la verità anche a Miki ma, per non distruggere la famiglia, Yū preferisce soffrire da solo e decide di tornare subito a New York. Accompagnato in aeroporto da Satoshi, vi incontra Meiko, arrabbiata per il suo comportamento verso l'amica. Satoshi, però, la ferma e le chiede di aspettare fino a quando non sarà Yū stesso a parlarne. |                   |                     |
| 74 | 「想い出の箱 『バイバイ、遊』」 - Omoide no hako «Bai bai, Yū» – "La scatola dei ricordi «Bye bye, Yū»" | 20 agosto 1995    | non trasmesso       |
| 74 | Miki decide di mettere in una scatola tutte le cose regalate da Yū e, per dare un taglio al passato, cambia acconciatura e si fa i buchi alle orecchie. Passa un mese e Meiko la vede maturare sempre di più, e in più è sempre impegnata con il lavoro ed il tennis. La ragazza sembra aver dimenticato Yū: in realtà però non è così e, pur non dandolo a vedere, continua a soffrire molto. Meiko così le propone di andare a trovarlo per parlargli a quattr'occhi. Anche Yū pare non passarsela meglio stando a ciò che racconta Michael, tornato a New York per le vacanze. |                   |                     |
| 75 | 「兄と妹！？ 『別れるしかないんだ！』」 - Ani to imōto!? «Wakareru shikanainda!» – "Fratello e sorella!? «Non c'è altra scelta se non lasciarci!»" | 27 agosto 1995    | non trasmesso       |
| 75 | Miki parte per l'America e, quando Yū se la trova davanti, resta molto sorpreso; non vorrebbe parlare per non farle scoprire i suoi veri sentimenti, ma alla fine si decide a dirle la verità riguardo alla possibile parentela. La notizia la lascia sconvolta e Yū decide di riaccompagnarla in aeroporto; qui, tuttavia, lei prende un taxi e scappa via e Yū decide di cercarla, aiutato dagli amici e dalla polizia. Girando per i vicoli di New York, Miki sta per essere assalita da tre uomini, ma viene salvata da un ragazzino che la trascina via; grazie a lui e a sua sorella capisce che anche il legame tra due fratelli può essere molto forte. Quando i tre delinquenti li ritrovano, Yū arriva appena in tempo per salvarli e, dopo la loro fuga, chiede a Miki di restare insieme, nonostante siano fratelli. |                   |                     |
| 76 | 「たびだち 『そして、愛は歩きだす』」 - Tabidachi «Soshite, ai wa arukidasu» – "Partenza «E poi, l'amore prosegue»" | 3 settembre 1995  | non trasmesso       |
| 76 | Yū e Miki decidono di restare insieme anche se sono fratello e sorella e di tornare in Giappone, per raccontarlo ai loro genitori. Gli amici del ragazzo sanno che sarà una cosa difficile, ma approvano la loro decisione, compreso Michael. In aeroporto, tuttavia, incontrano i quattro genitori, Meiko e Satoshi, che li hanno subito raggiunti dopo aver saputo che Miki era scomparsa. Dopo aver fatto un giro della città, Yū e Miki finalmente affrontano l'argomento: i genitori però smentiscono le loro affermazioni. Chiyako afferma che è vero che in passato era rimasta incinta da Jin, ma aveva perso il bambino a causa di un aborto spontaneo; successivamente ha avuto Yū da Youji, e quindi lui e Miki non sono affatto fratelli. I genitori, inoltre, erano da tempo a conoscenza della loro relazione. Tornati in Giappone, Meiko e Namura finalmente si sposano, festeggiati da tutti, anche se il padre e la madre di lei non approvano completamente la cosa. Le coppie scambiate dei genitori di Miki e Yū annunciano di star aspettando due bambini, la professoressa Ryoko sembra aver trovato l'amore in Akira, Ginta e Arimi frequenteranno la stessa università insieme, Michael è maturato molto e rimarrà a studiare un altro anno in Giappone, mentre Kei e Suzu sembrano avvicinarsi sempre di più. Alla fine, liberi da ogni ostacolo, Miki e Yū possono vivere felicemente la loro storia d'amore. |                   |                     |

### Edizione italiana
In Italia gli episodi della serie sono stati rimaneggiati togliendo alcune scene o aggiungendone alcune già utilizzate in precedenza, mentre alcuni (tra cui gli ultimi) sono stati completamente tolti, portando la serie a un totale di 63 episodi. La serie è andata in onda su Canale 5 tutti i giorni dal lunedì al sabato a partire dal 27 gennaio 1997 fino al 29 marzo, arrivano all'episodio 54. Il 31 marzo, pur essendo lunedì, non è stato trasmesso alcun episodio, ma nonostante ciò la messa in onda della serie di seguito è continuata regolarmente fino alla fine, spostandosi però su Italia 1.
| Nº | Titolo                                        | Prima TV         |
| -- | --------------------------------------------- | ---------------- |
| 1  | Caro diario mi presento!                      | 27 gennaio 1997  |
| 2  | Un bacio rubato                               | 28 gennaio 1997  |
| 3  | Pomeriggio con Yuri                           | 29 gennaio 1997  |
| 4  | La confessione di Ghinta                      | 30 gennaio 1997  |
| 5  | La leggenda del medaglione                    | 31 gennaio 1997  |
| 6  | La scommessa di William                       | 1º febbraio 1997 |
| 7  | Tutti in gita!                                | 3 febbraio 1997  |
| 8  | Gara di saldi                                 | 4 febbraio 1997  |
| 9  | Un tenero week-end                            | 5 febbraio 1997  |
| 10 | Festa di compleanno con William e company     | 6 febbraio 1997  |
| 11 | Una scelta difficile                          | 7 febbraio 1997  |
| 12 | Amore e amicizia                              | 8 febbraio 1997  |
| 13 | Guerra in amore                               | 10 febbraio 1997 |
| 14 | Il lungo addio                                | 11 febbraio 1997 |
| 15 | Decisioni                                     | 12 febbraio 1997 |
| 16 | Alex combinaguai                              | 13 febbraio 1997 |
| 17 | La maratona                                   | 14 febbraio 1997 |
| 18 | Steave non molla!                             | 15 febbraio 1997 |
| 19 | Pomeriggio al cinema                          | 17 febbraio 1997 |
| 20 | Dove sei, papà?                               | 18 febbraio 1997 |
| 21 | Di nuovo insieme?                             | 19 febbraio 1997 |
| 22 | Ti voglio bene                                | 20 febbraio 1997 |
| 23 | Nubi all'orizzonte                            | 21 febbraio 1997 |
| 24 | Fragile come la felicità                      | 22 febbraio 1997 |
| 25 | Al lavoro!                                    | 24 febbraio 1997 |
| 26 | Il medaglione non c'è più                     | 25 febbraio 1997 |
| 27 | Studiamo insieme?                             | 26 febbraio 1997 |
| 28 | La canzone di Yuri                            | 27 febbraio 1997 |
| 29 | Quando palpita l'amore                        | 28 febbraio 1997 |
| 30 | La festa in maschera                          | 1º marzo 1997    |
| 31 | Le bugie di Alessandro                        | 3 marzo 1997     |
| 32 | Il canto dei cuori innamorati                 | 4 marzo 1997     |
| 33 | Il ritorno di Nik                             | 5 marzo 1997     |
| 34 | Angela                                        | 6 marzo 1997     |
| 35 | Appuntamento con i ricordi                    | 7 marzo 1997     |
| 36 | Una movimentata vigilia di Natale             | 8 marzo 1997     |
| 37 | L'anno nuovo sarà fantastico                  | 10 marzo 1997    |
| 38 | Fiocchi di neve                               | 11 marzo 1997    |
| 39 | Che cosa farò da grande?                      | 12 marzo 1997    |
| 40 | Pagine di successo per Meri                   | 13 marzo 1997    |
| 41 | Rincorrendo la felicità                       | 14 marzo 1997    |
| 42 | Il giorno degli innamorati                    | 15 marzo 1997    |
| 43 | La felicità vola via come le foglie d'autunno | 17 marzo 1997    |
| 44 | Hello Michael                                 | 18 marzo 1997    |
| 45 | Quando sarai lontano...                       | 19 marzo 1997    |
| 46 | Una giornata da sogno                         | 20 marzo 1997    |
| 47 | Una nuova vita                                | 21 marzo 1997    |
| 48 | Il vero amore                                 | 22 marzo 1997    |
| 49 | Sei sempre nei miei pensieri                  | 24 marzo 1997    |
| 50 | Bacio a sorpresa                              | 25 marzo 1997    |
| 51 | Quando il mare parla di te                    | 26 marzo 1997    |
| 52 | Grigia solitudine                             | 27 marzo 1997    |
| 53 | Ti ho perso per sempre?                       | 28 marzo 1997    |
| 54 | Addio Yuri                                    | 29 marzo 1997    |
| 55 | Senza di te                                   | 1º aprile 1997   |
| 56 | Pallide note di malinconia                    | 2 aprile 1997    |
| 57 | Io ti consolerò piccola Miki                  | 3 aprile 1997    |
| 58 | I due pretendenti                             | 4 aprile 1997    |
| 59 | Alessandro, sei tu l'amore?                   | 5 aprile 1997    |
| 60 | Stringimi a te                                | 6 aprile 1997    |
| 61 | La verità fiorisce nei tepori dei cuori       | 8 aprile 1997    |
| 62 | Un'amicizia che profuma d'amore               | 9 aprile 1997    |
| 63 | Per sempre io e te                            | 10 aprile 1997   |